# Museu Nacional de Arte da Catalunha
O Museu Nacional de Arte da Catalunha (em catalão: Museu Nacional d'Art de Catalunya), também conhecido pela sua sigla MNAC, é um museu situado no Palácio Nacional, na colina de Montjuïc, na cidade de Barcelona, na Catalunha, na Espanha. Sua missão é preservar e expor a sua coleção de arte catalã, uma das mais importantes do mundo, e mostrá-la em sua totalidade, a partir do românico até o presente.
Destaca-se pela sua coleção de arte Românica, considerada uma das mais completas do mundo. O diretor do museu é Josep Serra i Villalba. O MNAC é um consórcio, com personalidade jurídica própria, constituída pelo Governo da Catalunha, pela Câmara Municipal de Barcelona e pela Administração Geral do Estado. Os curadores do museu estão representados por, além do governo, indivíduos e entidades privadas.
O atual museu constitui-se em 1990 com a junção das coleções do Museu de Arte Moderna, criado em 1945, e do Museu de Arte da Catalunha, inaugurado em 1934. Às peças procedentes destes museus, juntou-se uma nova secção de numismática, outra de gravuras, assim como os fundos da Biblioteca Geral de História de Arte. Mais tarde, em 1996, juntou-se um novo departamento dedicado à fotografia. Em 2006, o museu possuía já quase 250 000 obras nas diferentes coleções. Além das exposições temporárias e das itinerantes, o museu realiza, também, outras funções como estudo, conservação e restauro de obras de arte.
A sede principal encontra-se situada no Palácio Nacional, edifício situado na montanha de Montjuïc, inaugurado em 1929 no âmbito da Exposição Internacional de Barcelona de 1929. Além disso, outras três instituições fazem parte do conjunto do museu: a Biblioteca; o Museu Víctor Balaguer de Vilanova i la Geltrú, o Museu de la Garrotxa em Olot, e o Museu Cau Ferrat de Sitges.

## Palácio Nacional de Montjuïc
O chamado Palácio Nacional foi construído para a Exposição Internacional de Barcelona de 1929, dedicado a uma exposição de arte espanhola com mais de 5 000 obras procedentes de todo o território nacional. No seu Salão Oval efetuou-se a cerimônia de inauguração da Exposição presidida por Afonso XIII e pela rainha Victoria Eugenia. O projeto foi de Eugenio Cendoya, Enric Catà e Pere Domènech i Roura. Construído entre 1926 e 1929, tem uma superfície de 32 000 metros quadrados. As cascatas e as saídas da escadaria do Palácio foram obra de Carles Buïgas, e colocaram-se nove grandes projetores que ainda hoje emitem uns intensos raios de luz que escrevem o nome da cidade no céu. A rapidez de construção e a modéstia dos materiais usados explicam que o edifício fosse acusando deficiências na sua consistência, que requereram importantes obras quando este foi adaptado como sede do MNAC (1934).
O seu estilo arquitetônico pode-se definir de eclético ou de revivalista historicista, segundo o gosto que predominava na época, especialmente em edificações com fins comemorativos e grandiosos. Nele, se fundiram elementos do renascimento e do barroco com o intuito de se combinar o mais típico e reconhecido da Espanha com o classicismo que era norma nos edifícios públicos. Assim, a cúpula central pode recordar a basílica de São Pedro do vaticano e a catedral se São Paulo de Londres, muito embora as torres laterais sejam quase uma cópia da Giralda de Sevilha. Frente a estes elementos verticais com uma certa harmonia e ligeireza, o corpo do edifício resulta maciço, com forma de caixa e quase sem janelas, que lhe dá um efeito de certa forma pesado.

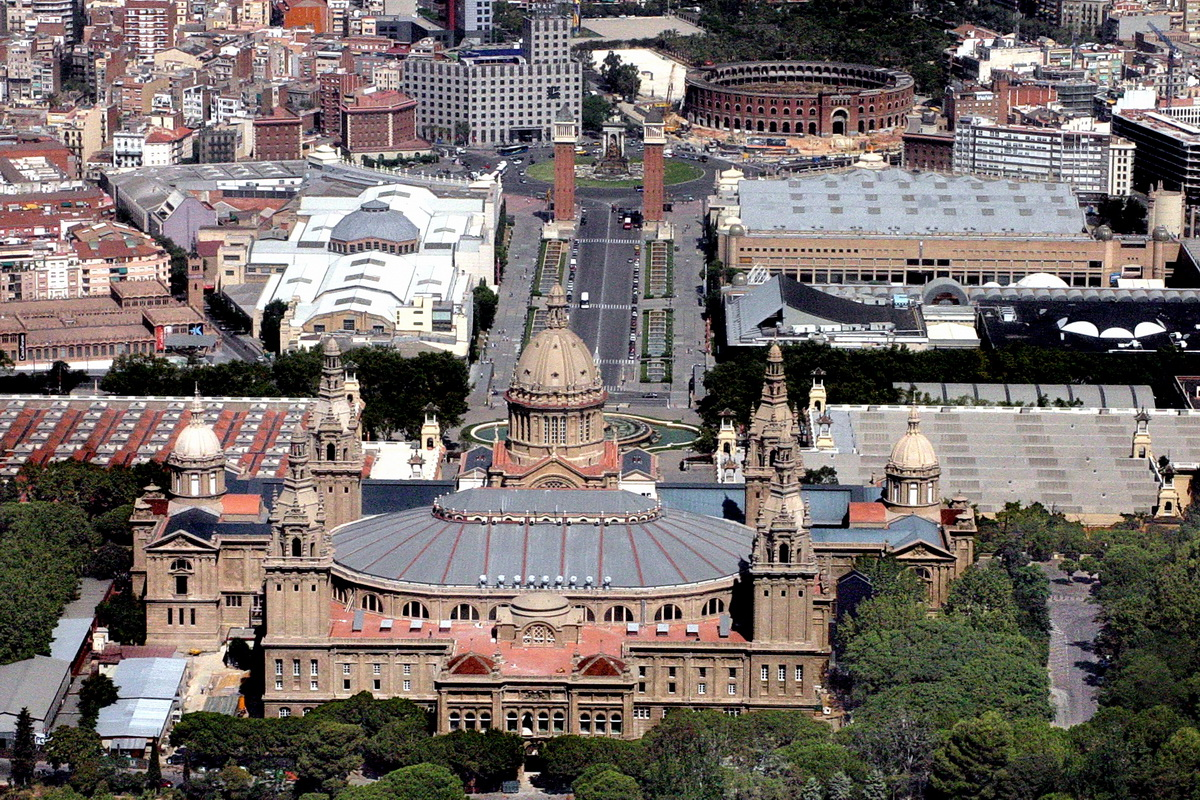
Palácio Nacional

Curiosamente, esta aparente solidez não faz correspondência com o interior, que foi acusando problemas de sustentação. A arquiteta italiana Gae Aulenti foi convocada, nos anos 1980, para resolver estes problemas e também para adaptar os amplos espaços interiores, de altos tetos, às suas funções como salas de exposições. As obras alargaram-se por complicações técnicas e abordaram-se em várias fases, pelo que, durante as Olimpíadas de 1992 apenas se pôde apresentar uma pré-imagem do futuro museu. As obras deram-se por concluídas em 2004, com as novas salas do século XIX e o depósito do Museu Thyssen-Bornemisza, ao que se juntou em 2005 outro empréstimo de obras da Coleção Carmen Thyssen-Bornemisza.
Na sua decoração – de estilo novecentista, contrariamente ao classicismo da obra arquitetônica – intervieram diversos artistas: na escultura, Enric Casanovas realizou O Trabalho e A Religião nas piscinas do Salão dos Passos Perdidos, A Arqueologia nas escadas de Honra e Ocidente numa das cúpulas secundarias, Josep Dunyach foi autor de A Arte, nas escadas de Honra, Oriente noutra das cúpulas secundárias, e A Força e A lei no Salão doa Passos Perdidos; Frederic Marès e Josep Limona realizaram as estátuas situadas na escadaria de acesso ao Palácio. Na pintura: Francesc d'Assís Galí realizou as pinturas em fresco da cúpula central, Josep de Togores decorou o tambor da cúpula, Manuel Humbert interveio nas piscinas, Josep Obiols na vidraria, Joan Colom decorou o Salão de Chá e Francesc Lobarta o Salão do Trono.

## Coleção

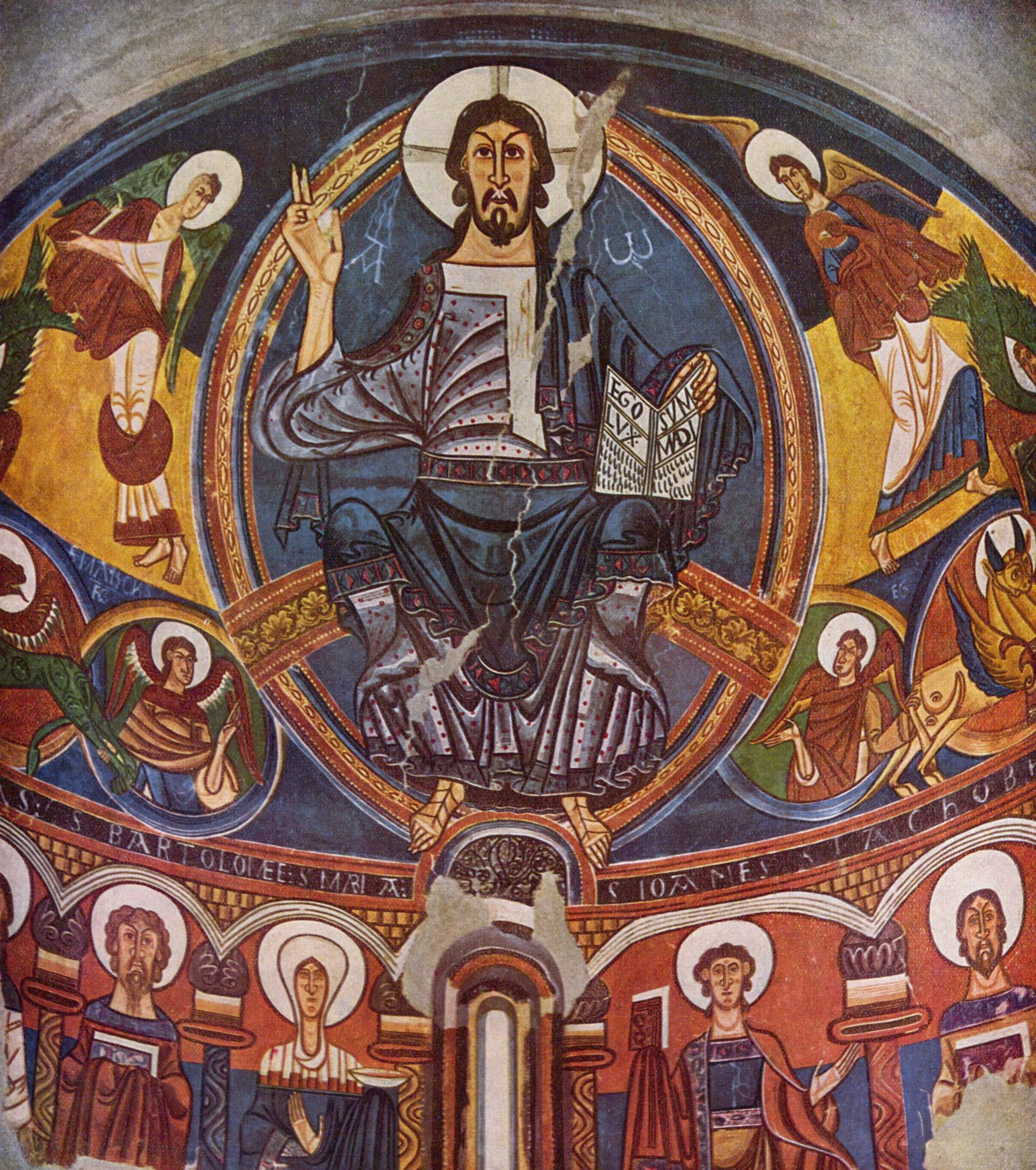
Abside de Sant Climent de Taüll

Dentre todas as coleções do museu, sobressai a de arte românica. O museu expõe uma serie de pinturas murais que a convertem em única no mundo. Também se mostram diversas esculturas em madeira, peças de ourivesaria, esmaltes e esculturas em pedra. A maioria das peças é uma mostra da arte românica da Catalunha.
Do período gótico, o museu expõe peças realizadas sobre diversas técnicas que servem para mostrar este período histórico na Catalunha. Na secção dedicada ao Renascimento e ao Barroco, destacam-se duas talhas de Bartolomé Bermejo, um Martírio de José de Ribera, uma Imaculada de Zurbarán e um célebre São Paulo de Velásquez, uma das escassas pinturas fidedignas deste artista conservadas fora do Museu do Prado. Contudo, esta secção do museu estava incompleta e melhorou consideravelmente com a coleção particular de Francesc Cambó e com o empréstimo do Museu Thyssen-Bornemisza.
A Coleção Cambó foi doada de uma forma desinteressada. Entre estas obras, destacam-se pinturas de Sebastiano del Piombo, Rubens, o Retrato do Abade de Saint-Non vestido à espanhola de Fragonard, duas Cenas venezianas de Giovanni Domenico Tiepolo e uma curiosa cena mitológica, Cupido e Psique, de Francisco de Goya.
O MNAC acolhe, desde o ano de 2004, obras da Museu Thyssen-Bornemisza, depositadas pelo museu de Madrid como resposta a uma acordo assumido em 1986 entre o barão Hans Heinrich Thyssen-Bornemisza e Pasqual Maragall. As obras exibiram-se inicialmente (1993) no Mosteiro de Pedralbes, mas decidiu-se transpô-las para o MNAC para facilitar as visitas do público. Mostram-se pinturas dos períodos compreendidos entre o período gótico e o rococó, com exemplos de autores invulgares em coleções catalãs como Fra Angelico, Lorenzo Monaco, Lucas Cranach, Ludovico Carracci, Canaletto...
Desde 2005, o museu acolhe também algumas obras de pintura catalã da Coleção Carmen Thyssen-Bornemisza, cedidas em depósito gratuito. Entre elas, encontram-se obras de Mariano Fortuny, Lluís Graner, Ramon Casas, Joaquim Mir, Hermen Anglada Camarasa, Joaquín Torres García ou Antoni Tàpies. No intuito de lhe dar melhores condições e acompanhá-las de mais peças, a baronesa Thyssen e o museu chegaram a um acordo em 2012 que estipula a sua deslocação para o vizinho Pavilhão de Victoria Eugénia, situado junto ao edifício principal.
Também recentemente, o MNAC incorporou várias obras de Pablo Picasso, dentre elas "Mulher com chapéu e gola de pele", recebida por doação pelo pagamento de impostos. Uma pintura singular de  Edward Munch exibe-se como empréstimo desde setembro de 2007ː "Retrato de Thor Lütken", que era o  advogado do pintor.

### Desenhos, gravuras e cartazes
O gabinete de desenhos e gravuras conta com a coleção mais importante de arte em suporte papel de toda a Catalunha, incluindo obras catalãs desde finais do século XVII até à chegada das vanguardas, com presença também de autores internacionais. Muito embora o museu só exponha uma pequena mostra representativa da coleção, o MNAC tem um fundo de quase 100 000 obras somando as gravuras, os desenhos e os cartazes.
Destaca-se a coleção formada por duzentos retratos originais de Ramón Casas de personagens contemporâneos seus pertencentes ao mundo cultural, artístico, político econômico e social da Catalunha, do resto do Estado e inclusive do estrangeiro. Ingressados em 1909 no Museu de Belas-Artes de Barcelona, depois de terem estado expostos nas Galerias da Faianc Català com motivo da doação que fez o artista, os desenhos constituem uma das melhores coleções iconográficas do Gabinete. Boa parte de esta obra, iniciada por Casas em 1897, deu-se a conhecer através das páginas de Pèl & Ploma, revista da qual foram cofundadores Miquel Utrillo e o próprio Casas, e, sobretudo através da exposição celebrada em 1899, com grande êxito, na Sala Parés de Barcelona.

### Fotografia
A coleção de fotografia dispõe de mais de 6 000 exemplares. As obras mais antigas estão datadas do século XIX, mas podem-se ver obras de diferentes movimentos como o pictorialismo, a nova objetividade, o fotojornalismo, até o neorrealismo e o período contemporâneo. A coleção constituiu-se, além de algumas aquisições próprias, graças a um conjunto de doações e depósitos de colecionadores e dos próprios artistas (Colita, Joan Fontcuberta, Pere Formiguera, Carles Fontserè, Emilio Godes, José Lladó, Oriol Maspons, Kim Manresa, Josep Masana, Otto Lloyd, Antonio Arissa, Josep Maria Casals Ariet...).
Entre as obras expostas, encontram-se algumas em depósito no Fundo de Arte do Governo da Catalunha, com obras de Antoni Campañà, Pere Català Pic, Francesc Català Roca, Joan Colom, Manel Esclusa, Francesc Esteve i Soley entre outros, e obras também em depósito do Agrupamento Fotográfico da Catalunha, com fotos de Claudi Carbonell e Joan Porqueras e outra com uma seleção de fotógrafos do vanguardismo fotográfico catalão até à guerra Civil Espanhola.

### Numismática
O Gabinete Numismático da Catalunha tem a coleção pública de numismática maior da Catalunha. Conserva mais de 134 000 peças que mostram a evolução dos sistemas de pagamento, desde as primeiras moedas cunhadas nas Ampurias e Rosas do século VI a. C. até aos cartões de plástico da atualidade, passando por uma extensa coleção de medalhas e papel-moeda emitido pelas Câmaras Catalãs durante a Guerra Civil Espanhola, formado por mais de 2500 exemplares de 485 populações diferentes. Na exposição permanente, podem-se ver através de 27 vitrinas a história da moeda no território catalão. A formação deste fundo começou graças a uma doação de Josep Salat à Junta do Comércio de Barcelona nos inícios do século XIX. Anos mais tarde, a Junta do Comercio deu este fundo ao antigo Museu Provincial de Antiguidades. Depois de várias localizações, esteve durante uns anos no Palácio da Virreina de Barcelona, e finalmente para o MNAC.
Os fundos do gabinete completam-se com a biblioteca mais importante desta temática no território espanhol, com mais de seis mil exemplares que tratam diferentes aspectos da numismática.

### Sala Sert
Josep Maria Sert (1874-1945) foi um dos pintores de mural mais cotado do seu tempo. A sua pintura mural, artística, sofisticada e envolvente, assimilava a tradição dos grandes mestres venezianos. Basta recordar, entre muitas coisas, as suas pinturas murais para o Rockefeller Center ou o Hotel Waldorf-Astoria de Nova York; a decoração da Sociedade das Nações de Genebra, sem esquecer a Catedral de Vic e numerosas mansões de Paris, Buenos Aires, Veneza ou Londres. Precisamente, nesta última cidade em 1921, Sert encarregou-se da decoração do salão de baile da residência de sir Philip Sassoon, figura relevante do mundo político, cultural e financeiro da sociedade britânica. Sert decorou aquele espaço rectangular (de 85 metros quadrados e 6,5 metros de altura) com painéis de madeira pintados a óleo, em tons de preto e prateados, com um estilo que revive o ilusionismo barroco com conotações de art déco.
A cena, intitulada Caravanas do Oriente, inclui camelos gigantescos, palmeiras com fontes barrocas, ruínas de um templo grego e multidões humanas que avançam até uma cidade ideal. A obra completava-se com o teto, sobre o qual pintou nuvens e uma abertura celestial. Depois da morte de Sassoon em 1939, a sua residência foi destruída. Os painéis, com a exceção do teto, salvaram-se e foram adquiridos, depois de diversas vicissitudes, pela Câmara Municipal de Barcelona. No âmbito das novas instalações do MNAC, restituiu-se o conjunto, com o respectivo restauro das pinturas murais.

## Obras destacadas

### Románico
- Anônimo - Majestade de Batlló

Majestade de Batlló.

- Mestre dos Arcanjos – Frontal dos Arcanjos
- Mestre de Avia – Frontal de Avia da Igreja de Santa Maria d'Àvià
- Mestre de Baltarga – Frontal de Baltarga da Igreja de Santo Andreu de Baltarga
- Mestre do Juízo Final – Fragmento do muro ocidental de Santa Maria de Taull de Santa Maria de Taull
- Mestre de Pedret – Abside lateral direita de São Quirico de Pedret (fragmento)
- Circulo de Pedret – Abside de Santa Maria de Aneu (fragmento) do Mosteiro de Santa Maria de Aneu
- Mestre de Santa Maria de Taull – Abside central de Santa Maria de Taull
- Mestre de Soriguerola – Frontal de São Miguel de Soriguerola
- Mestre de Taull – Abside de São Clemente de Taül da Igreja de São Clemente de Taull
- Mestre de Urgell – Abside de São Pere de Seo de Urgel
- Escola de Ribagorza – Frontal de Cardet da Igreja de Santa Maria de Cardet
- Escola de Urgell – Frontal da Sé de Urgel ou dos Apóstolos
- Anônimo – Abside de São João de Surp, de Surp
- Anônimo – Altar de Tavèrnoles
- Anônimo – Baldaquino de Tost, de Tost
- Anônimo – Frontal do altar de São Romà da Vila de São Romà de Vila
- Anônimo – Frontal de Durro da Igreja da Natividade da Mare de Deu de Durro
- Anônimo – Frontal de Esquius de Esquius
- Anônimo – Majestade de Batló – Zona da Garrocha
- Anônimo – Pinturas de São Pedro de Arlanza, de São Pedro de Arlanza
- Anônimo – Feixe da Paixão
- Anônimo – Virgem de Ger, da Igreja de Santa Coloma de Ger

### Gótico (finais do século XIII ao século XV)

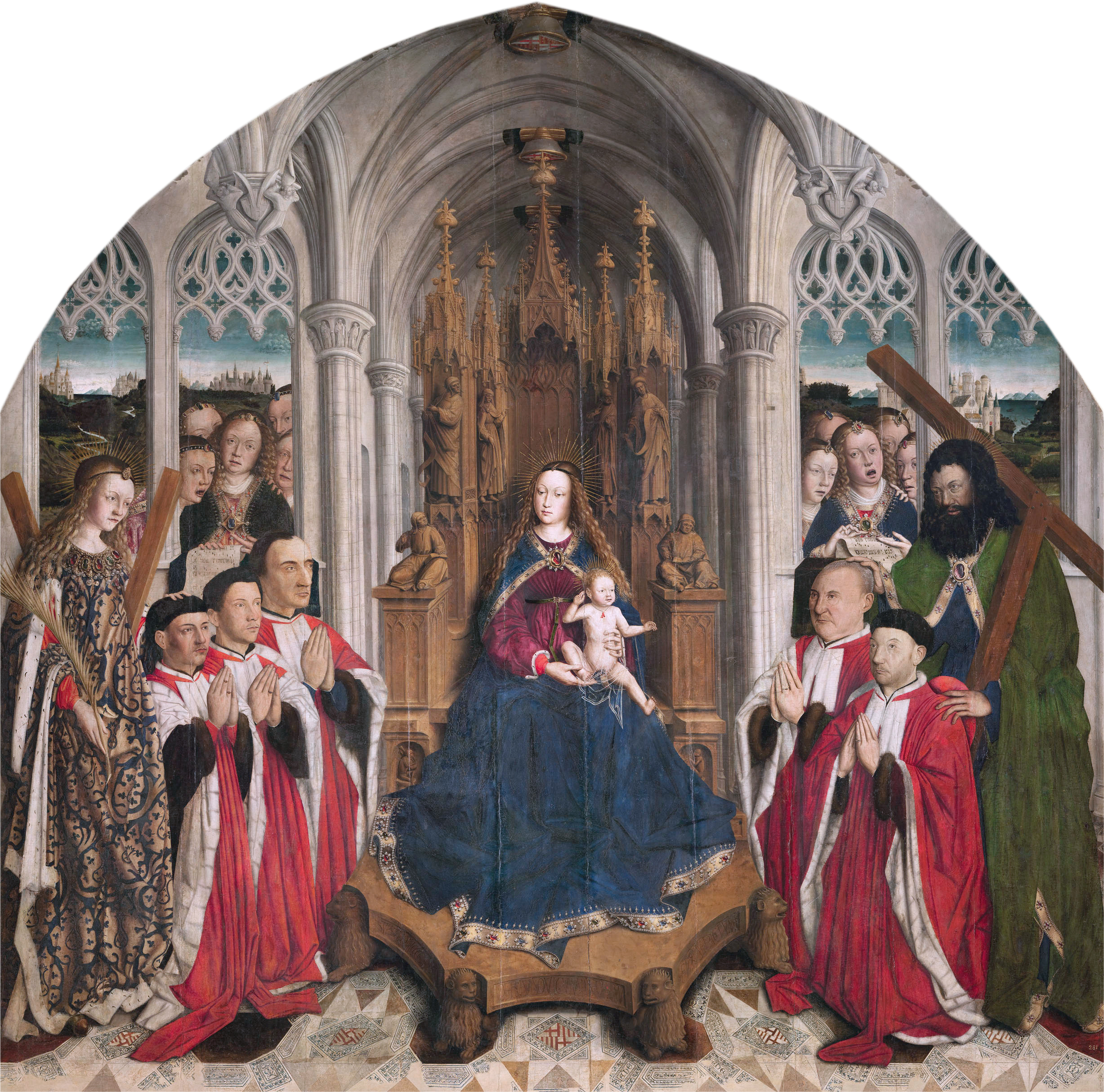
Virgem dos Consellers.

- Mestre da conquista de Mallorca – Pinturas murais da conquista de Mallorca
- Atribuído a Guillem Seguer – Retábulo da Santíssima Trindade e do Corpo de Cristo
- Mestre de Baltimore – Anunciação e Epifania
- Mestre de Estopinyà – Retábulo de São Vicente
- Mestre de Sigena, provavelmente Pere Serra – Retábulo da Virgem
- Pere Serra – Virgem dos Anjos
- Atribuído a Gonçal Peris Serrià – Retábulo de Santa Bárbara
- Guerau Gener e Lluís Borrassà – Natividade e São João Evangelista
- Bernat Despuig e Jaume Cirera – Luta entre anjos e demônios
- Bernat Martorell – Retábulo de São Vicente, Martírio de Santa Luzia
- Joan Reixac – Retábulo de Santa Úrsula e as onze mil Virgens
- Ramon de Mur – Virgem do Leite
- Jaume Huguet – São Jorge e a princesa, consagração de Santo Agustinho
- Lluís Dalmau – Virgem dos Consellers
- Jaume Ferrer Bassa – São Jerônimo, São Martin de Tours, São Sebastião e Calvário
- Bartolomé Bermejo – Ressurreição e descida de Jesus ao Limbo
- Miguel Ximénez – São João Batista, São Fabiano e São Sebastião
- Fernando Gallego – Epifania

### Renascimento e Barroco (séculos XV-XVIII)
- Lorenzo Mônaco – A Virgem e o Menino entronizados com seis anjos
- Frei Angélico – Virgem da Humildade
- Mestre de Frankfurt – Tríptico do Batismo de Cristo
- Pedro Berruguete – São Gregório Papa
- Avne Bru – São Cândido
- Pere Nunyes – Retábulo de São Elói dos ourives
- Paolo de São Leocadio – Lamento sobre o corpo de Cristo morto
- Tiziano Vecellio e Escola – Mulher diante do espelho
- Lucas Cranach o Velho – Casal amoroso desigual
- Jacopo Bassano – Calvário
- Luis de Morales – Ecce homo
- Doménikos Theotokópoulos, chamado El Greco – São Pedro e São Paulo
- Jacopo Tintoretto – Retrato de cabaleiro
- Annibale Carracci – Pinturas murales da Capela Herrera
- José de Ribera – Martírio de São Bartolomeu
- Diego Velázquez – São Paulo
- Francisco Ribalta – Ramon Llull
- Francisco de Zurbarán – Imaculada Concepção, São Francisco de Assis segundo a visão do papa Nicolas V, natureza-morta
- Pieter Paul Rubens – Virgem e Menino com Santa Isabel e São Juanito
- Giovanni Antonio Canal, chamado Canaletto – Regresso do Bucentauro no dia da Ascensão
- Giandomenico Tiepolo – O minueto, o charlatão
- Salomon van Ruysdael – Veleiros ao lado de uma povoação
- Francisco de Goya – Alegoria do Amor. Cupido e Psique
- Jean-Honoré Fragonard – Jean-Claude Richard, o abade de Saint-Non, vestido à espanhola

### Arte moderna (séculos XIX-XX)
- Lluís Rigalt – Ruínas
- Marià Fortuny – A batalha de Tetuão, A vigária, A odalisca
- Ramon Martí Alsina – A sesta
- Modest Urgell – O toque de oração
- Joaquim Vayreda – O verão, A sega
- Alexandre de Riquer – Composição com ninfa alada diante da saída do sol
- Darío de Regoyos – O aguaceiro. Baía de Santoña
- Santiago Rusiñol – Laboratório da Galette
- Joan Brull – Sonho
- Edvard Munch – Retrato de Thor Lütken
- Josep Limona – Desconsolo
- Ramon Casas – Interior ao ar livre, Ramon Casas e Pere Romeu num tandem
- Marià Pidelaserra – Montanhas desde o Montseny. Dia limpo pela manhã.
- Alfred Sisley – Em Saint Mammês. Sol de Junho
- Ricard Canals – Café concerto. A toalete.
- Hermen Anglada Camarasa – Granadina, Le paon blanc
- Joaquim Mir – A catedral dos pobres, Povo escalado
- Isidre Nonell – Dois ciganos, a Paloma
- Joaquim Torres García – Mulheres do povo, Composição construtiva
- Joaquim Sunyer – Cala Forn
- José Gutiérrez Solana – As coristas
- Josep de Togores – Raparigas catalãs
- Salvador Dalí – Retrato de meu pai
- Pablo Picasso– Mulher com chapéu e gola de pele
- Antoni Tàpies – Castanho-escuro
- Antoni Gaudí – Confidente da Casa Batlló
- Julio González – Natureza-morta II